# Охрид (община)
Охрид (на македонска литературна норма: Општина Охрид) е община, разположена в югозападната част на Северна Македония и обхваща селищата от източната страна на Охридското езеро. Център на общината е град Охрид, като освен него в нея влизат още 28 села. Общината има площ от 389,93 km2 и гъстота на населението 142,97 жители на km2. Празникът на община Охрид е 8 декември – денят на Свети Климент Охридски.

## Структура на населението
Според преброяването от 2002 година община Охрид има 55 749 жители.
| Етническа принадлежност | Процент | Брой   |
| северномакедонци        | 84,93%  | 47 344 |
| албанци                 | 5,31%   | 2962   |
| турци                   | 4,07%   | 2268   |
| роми                    | 0,12%   | 69     |
| власи                   | 0,58%   | 323    |
| сърби                   | 0,66%   | 366    |
| бошняци                 | 0,05%   | 29     |
| други                   | 4,28%   | 2388   |